# Khums
Khums in arabo significa la 'quinta parte' ed era la porzione di bottino che il Profeta riservava per sé e per la comunità. 
Per i sunniti tale istituzione sociale è da considerarsi decaduta con la morte del Profeta; invece per gli sciiti è ancora valida dal momento che i seguaci di un mujtahid si sentono in dovere di versargli un quinto dei propri beni. 